# Рік теляти
«Рік теляти» (рос. «Год телёнка») — радянський художній фільм 1986 року виробництва кіностудії імені Довженка, лірична комедія.

## Сюжет
Після того, як молода сільська мешканка, доярка, вирішила змінити своє життя і почала працювати завідувачкою меблевого магазину, в її будинку почалися зміни. Вона позбулася домашньої худоби і запросила міського вчителя для викладання музики своїм синам. Однак чоловікові і дітям нове життя виявилася не в радість і вони просто втекли з дому. Головній героїні довелося докласти зусиль, щоб зберегти сім'ю.

## У ролях
- Ірина Муравйова —  Людмила Петрівна Нікітіна
- Володимир Меньшов —  Феодосій Нікітін, чоловік Людмили
- Валентин Гафт —  Валеріан Сергійович
- Катерина Васильєва —  Ізольда, дружина Валеріана Сергійовича
- Лев Дуров —  голова колгоспу
- Євген Весник —  професор
- Людмила Кузьміна —  Клава, господиня корови-рекордсменки

## Знімальна група
- Автор сценарію: Анатолій Стреляний
- Режисер-постановник: Володимир Попков
- Оператор: Валерій Анісімов
- Художник-постановник: В'ячеслав Єршов
- Композитор: Олег Кива
- Режисер монтажу: Елеонора Суммовська